# Thommo Reachea Ier
Thommo Reachea Ier  (né en 1446-mort en 1494)  ou (né en 1446 ou 1456 mort en 1494 ou 1504) , roi du Cambodge de 1474 à 1494 ou de 1478 à 1504 sous le nom de règne de « Dharmaraja Ier ».

## Biographie
Thommo Reachea né d’une princesse siamoise est le troisième fils du roi Ponhea Yat Soriyopor Ier Barom Reachea Ier
Lorsque son frère Srey Reachea Ramathuppdey I doit faire face dès le début de son règne à la rébellion de leur neveu Soriyotei II appuyé par les Siamois, il confie à Thommo Reachea nommé régent (1473) le soin d’organiser la résistance pendant qu’il se porte au-devant des envahisseurs dans le nord du pays.
Thommo Reachea s’installe à Phnom Penh où il s’empare des symboles de la royauté et, au lieu de combattre l'ennemi, il s’entend avec les Siamois pour conserver sous sa seule autorité les provinces du centre et du sud du Cambodge. Deux armées siamoises entrent dans le pays une par mer et l’autre conduite par Boromotrailokanat souverain du Royaume d'Ayutthaya  lui-même par voie de terre via la route de Battambang; elles occupent le pays pendant quatre ans (1473-1477).
Les troupes de Thommo Reachea et de ses alliés marchent contre le roi légitime qu’elles rencontrent à Samrong Tong où Srey Reachea Ramathuppdey I pour éviter un combat fratricide décide de se rendre. Soriyotei II qui s’était proclamé roi à Srey Santhor se présente également au roi de Siam pour obtenir son investiture.
Le siamois Boromotrailokanat confirme comme unique roi Thommo Reachea Ier qui le reconnaît comme suzerain et déporte au Siam Srey Reachea Ramathuppdey I et Soriyoteï II qui y meurent respectivement en 1484 et 1479 ou 1489
Thommo Reachea par ailleurs loué par les « Chroniques Royales » pour sa piété bouddhique et son goût des lettres se comporte jusqu’à sa mort comme un fidèle vassal des Siamois auxquels il abandonne l’administration des provinces de Korat et de Chantaboun.

## Unions et postérité
Thommo Reachea avait plusieurs épouses dont :
1) sa demi sœur la princesse Sri Thida Rajavi dont
- Damkhat Sokonthor

2) princesse Maya Devi Buba dont
- Ang Chan Ier

## Sources
- Chroniques Royales du Cambodge de 1417 à 1595. École française d'Extrême Orient Paris 1988  (ISBN 2855395372)
- Achille Dauphin-Meunier, Histoire du Cambodge, Paris, Presses universitaires de France, coll. « Que sais-je ? n° 916 », 1968.
- Anthony Stokvis, Manuel d'histoire, de généalogie et de chronologie de tous les États du globe, depuis les temps les plus reculés jusqu'à nos jours, préf. H. F. Wijnman, Israël, 1966, Chapitre XIV §.9 « Kambodge » Listes et tableau généalogique no 34 p. 337-338.
- (en) & (de) Peter Truhart, Regents of Nations, K.G Saur Munich, 1984-1988  (ISBN 359810491X), Art. « Kampuchea », p. 1731.
- Bernard Philippe Groslier avec la collaboration de C.R. Boxer Angkor et le Cambodge au XVIe siècle d'après les sources portugaises et espagnoles, p. 24-25 Tableau I et II « Succession de Ponhea Yat selon les Chronique traduites par Moura & Francis Garnier» P.U.F (Paris) 1958;